# Venette
Pour les articles homonymes, voir Venette (homonymie).
Venette est une commune française située dans le département de l'Oise en région Hauts-de-France. Elle se situe dans l'agglomération compiègnoise.

## Géographie

### Communes limitrophes
| Lachelle |         | Margny-lès-Compiègne |
|          | Venette |                      |
| Jaux     |         | Compiègne            |

### Hydrographie

#### Réseau hydrographique
La commune est située dans le bassin Seine-Normandie. Elle est drainée par l'Oise et la dérivation de Venette,,.
L'Oise prend sa source en Belgique, à 309 mètres d'altitude, dans l'ancienne commune de Forges et se jette dans la Seine à 20 mètres d'altitude, au Pointil en rive droite et en aval du centre de Conflans-Sainte-Honorine dans le département des Yvelines. D'une longueur 341 kilomètres, elle est presque entièrement navigable et bordée de canaux sur 104 kilomètres. Les caractéristiques hydrologiques de l'Oise sont données par la station hydrologique située sur la commune. Le débit moyen mensuel est de 0,623 m3/s. Le débit moyen journalier maximum est de 461 m3/s, atteint lors de la crue du 4 mai 2013. Le débit instantané maximal est quant à lui de 20,5 m3/s, atteint le même jour.

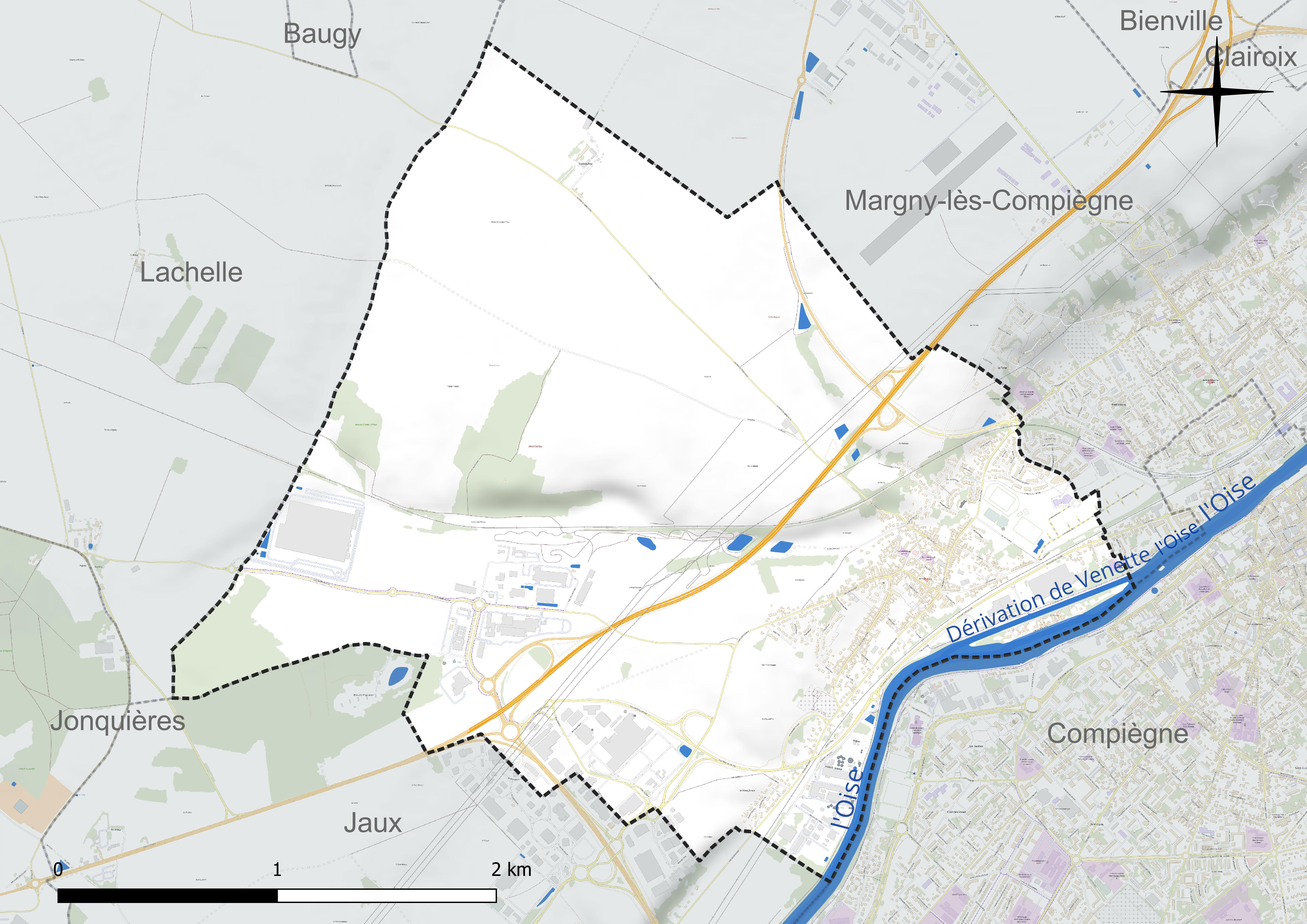
Réseau hydrographique de Venette.

#### Gestion et qualité des eaux
Le territoire communal est couvert par le schéma d'aménagement et de gestion des eaux (SAGE) « Sensée ». Ce document de planification concerne un territoire de 789 km2 de superficie, délimité par trois bassins versants en totalité ou en partie (Aisne, Oise et Aronde). Le périmètre a été arrêté le 16 octobre 2001 et le SAGE proprement dit a été approuvé le 8 juin 2009, puis révisé le 27 novembre 2019. La structure porteuse de l'élaboration et de la mise en œuvre est le syndicat mixte Oise-Aronde. 
La qualité des cours d'eau peut être consultée sur un site dédié géré par les agences de l'eau et l'Agence française pour la biodiversité. 

### Climat
Pour des articles plus généraux, voir Climat des Hauts-de-France et Climat de l'Oise.
En 2010, le climat de la commune est de type climat océanique dégradé des plaines du Centre et du Nord, selon une étude du CNRS s'appuyant sur une série de données couvrant la période 1971-2000. En 2020, Météo-France publie une typologie des climats de la France métropolitaine dans laquelle la commune est dans une zone de transition entre le climat océanique et le climat océanique altéré et est dans la région climatique  Nord-est du bassin Parisien, caractérisée par un ensoleillement médiocre, une pluviométrie moyenne régulièrement répartie au cours de l'année et un hiver froid (3 °C). 
Pour la période 1971-2000, la température annuelle moyenne est de 10,7 °C, avec une amplitude thermique annuelle de 14,7 °C. Le cumul annuel moyen de précipitations est de 681 mm, avec 11,5 jours de précipitations en janvier et 8,7 jours en juillet. Pour la période 1991-2020, la température moyenne annuelle observée sur la station météorologique la plus proche, située sur la commune de Margny-lès-Compiègne à 2 km à vol d'oiseau, est de 11,2 °C et le cumul annuel moyen de précipitations est de 633,5 mm,. Pour l'avenir, les paramètres climatiques de la commune estimés pour 2050 selon différents scénarios d'émission de gaz à effet de serre sont consultables sur un site dédié publié par Météo-France en novembre 2022.
| Mois                                  | jan.          | fév.           | mars           | avril         | mai             | juin          | jui.          | août           | sep.          | oct.          | nov.             | déc.             | année     |
| ------------------------------------- | ------------- | -------------- | -------------- | ------------- | --------------- | ------------- | ------------- | -------------- | ------------- | ------------- | ---------------- | ---------------- | --------- |
| Température minimale moyenne (°C)     | 1,5           | 1,8            | 3,4            | 5,4           | 8,8             | 11,5          | 13,3          | 13,3           | 10,5          | 8,2           | 4,7              | 2,2              | 7         |
| Température moyenne (°C)              | 3,9           | 4,8            | 7,5            | 10,5          | 13,8            | 16,9          | 19            | 18,9           | 15,6          | 12            | 7,5              | 4,5              | 11,2      |
| Température maximale moyenne (°C)     | 6,4           | 7,9            | 11,6           | 15,5          | 18,8            | 22,2          | 24,7          | 24,6           | 20,7          | 15,9          | 10,3             | 6,9              | 15,5      |
| Record de froid (°C) date du record   | −15 07.01.09  | −10,3 07.02.12 | −10,4 13.03.13 | −4,8 07.04.21 | −0,6 07.05.1997 | 3,1 01.06.06  | 4,9 03.07.11  | 4,9 28.08.1998 | 0,5 30.09.18  | −4,6 28.10.03 | −10,4 24.11.1998 | −11,3 29.12.1996 | −15 2009  |
| Record de chaleur (°C) date du record | 14,8 09.01.15 | 19 27.02.19    | 25,1 31.03.21  | 27,5 19.04.18 | 30,6 27.05.05   | 35,5 18.06.22 | 41,5 25.07.19 | 39,2 12.08.03  | 34,8 15.09.20 | 28,2 01.10.11 | 20,2 06.11.18    | 16,4 07.12.00    | 41,5 2019 |
| Précipitations (mm)                   | 50,9          | 44,9           | 42,7           | 42,1          | 57,7            | 54,4          | 56,6          | 62,9           | 43,9          | 60,2          | 52,6             | 64,6             | 633,5     |

## Urbanisme

### Typologie
Au 1er janvier 2024, Venette est catégorisée centre urbain intermédiaire, selon la nouvelle grille communale de densité à sept niveaux définie par l'Insee en 2022.
Elle appartient à l'unité urbaine de Compiègne, une agglomération intra-départementale regroupant quatorze  communes, dont elle est une commune de la banlieue,,. Par ailleurs la commune fait partie de l'aire d'attraction de Compiègne, dont elle est une commune du pôle principal,. Cette aire, qui regroupe 101 communes, est catégorisée dans les aires de 50 000 à moins de 200 000 habitants,.

### Occupation des sols
L'occupation des sols de la commune, telle qu'elle ressort de la base de données européenne d'occupation biophysique des sols Corine Land Cover (CLC), est marquée par l'importance des territoires agricoles (65,2 % en 2018), en diminution par rapport à 1990 (74,4 %). La répartition détaillée en 2018 est la suivante : 
terres arables (65,2 %), zones industrielles ou commerciales et réseaux de communication (18,5 %), zones urbanisées (9,3 %), forêts (5 %), eaux continentales (2,1 %). L'évolution de l'occupation des sols de la commune et de ses infrastructures peut être observée sur les différentes représentations cartographiques du territoire : la carte de Cassini (XVIIIe siècle), la carte d'état-major (1820-1866) et les cartes ou photos aériennes de l'IGN pour la période actuelle (1950 à aujourd'hui).

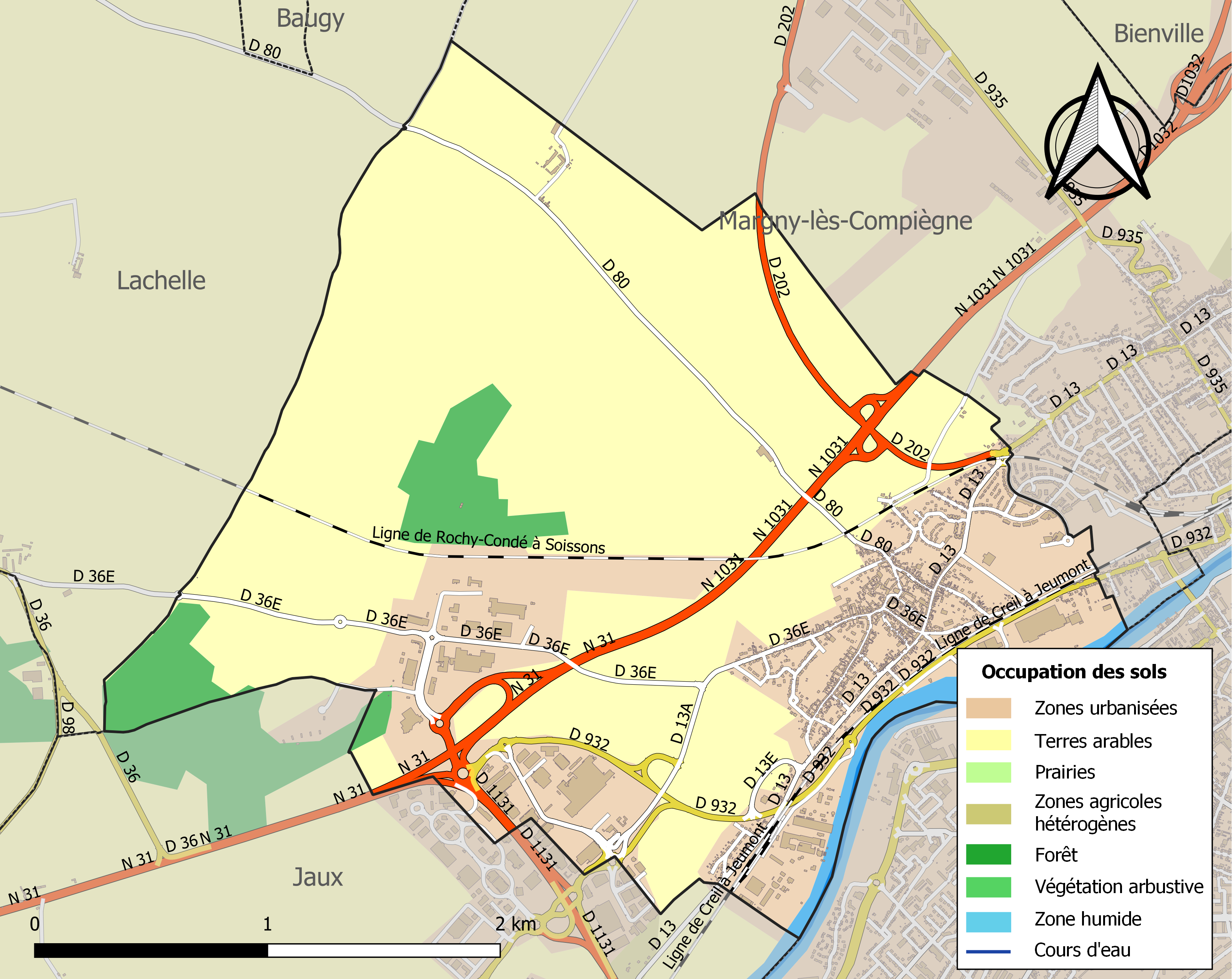
Carte des infrastructures et de l'occupation des sols de la commune en 2018 (CLC).

### Voies de communication et transports
La commune est desservie, en 2023, par les lignes 2, 4, 6, D2, 107 et 109 du réseau TIC ainsi que par la ligne 18 du service AlloTIC. Elle est également desservie par les lignes 652, 659, 660, 661, 662 et 663 du réseau interurbain de l'Oise.

## Toponymie
Le nom de la localité est attesté sous les formes ad Venittam villam regiam (695) ; « Venetam villam regiam quoe sita est in pago Bellovacensi secus fluvium Iseram » (VIIe) ; « in comitatu Belvacensi super fluvium Isaram in villa Venitta » (877) ; Venetta (877) ; ad pontem Venittae (917) ; « in villa vero Venitta quoe est supra ripam Isaroe sita » (917) ; Vinitta (917) ; in villa Venitta (918) ; pons Venitae (Xe) ; in villa Veneta (1029) ; altare de veneta (1106) ; Veneta (1183) ; venete (1186) ; Venet (1194) ; Venette (1206) ; de molendinis de Veneta (1224) ; Warnerius de Venetta (1255) ; de veneta (1283) ; Venete (1308) ; Veneste (1317) ; Venete en Beauvoisis (vers 1560) ; la Venette lez compiegne (1581).

Du bas latin veneta « petit cours d'eau soumise » ou « dominateur de l'eau », qui a pu désigner un bief de moulin à l'emplacement d'un ancien gué reconnu et souvent franchi par les légions de Jules César.

## Histoire
Des traces de civilisations ont été trouvés à Venette datant des années 690. Une partie du territoire appartenait à l'abbaye Saint-Corneille, ou à d'autres établissements religieux comme l'abbaye de Royaumont.
Au IXe siècle les Normands détruisirent la maison royale et le village.
Lors de la Guerre de Cent Ans, en 1358, Venette est brûlée par les Navarrais, puis en 1430 par les Anglais, lors du siège de Compiègne où Jeanne d'Arc fut arrêtée.
Les Séroux, propriétaires du village depuis le XVIIe siècle, firent construire vers 1857 le château, qui est encore en place aujourd'hui.
Le village est brûlé une dernière fois par les armées prussiennes en 1814, à la fin de l'épopée napoléonienne. On trouve encore sur certains murs des maisons anciennes les traces des incendies. L'essentiel de Venette date donc du XIXe siècle.
Village essentiellement agricole jusqu'au milieu du XXe siècle, Venette s'est développée depuis avec des zones d'activités et de nouveaux quartiers.
En novembre 2024, Matra Électronique inaugure une usine fabriquant les cartes électroniques des missiles de MBDA.

## Politique et administration

### Rattachement administratifs et électoraux
La commune se trouve dans l'arrondissement de Compiègne du département de l'Oise. Pour l'élection des députés, elle fait partie depuis 1988 de la cinquième circonscription de l'Oise.
Elle faisait partie de 1801 à 1973 du canton de Compiègne, année où celui-ci est scindé et la commune intègre le canton de Compiègne-Sud jusqu'en 1982, année où le canton de Compiègne-Sud-Ouest est créé. Dans le cadre du redécoupage cantonal de 2014 en France, la commune est intégrée au Canton de Compiègne-2.

### Intercommunalité
La commune était membre de l'agglomération de la région de Compiègne, communauté de communes de 2000 à 2004 transformée cette année-là en communauté d'agglomération.
Dans le cadre des dispositions de la loi portant nouvelle organisation territoriale de la République (Loi NOTRe) du 7 août 2015, qui prévoit que les établissements publics de coopération intercommunale (EPCI) à fiscalité propre doivent avoir un minimum de 15 000 habitants, le préfet de l'Oise a publié en octobre 2015 un projet de nouveau schéma départemental de coopération intercommunale, qui prévoit la fusion de plusieurs intercommunalités, et notamment de la communauté d'agglomération de la région de Compiègne et de la communauté de communes de la Basse Automne, permettant ainsi la création d'un nouvel EPCI de 22 communes et 81 226 habitants. Cette fusion avait déjà été envisagée dans le cadre du schéma départemental de coopération intercommunale (SDCI) de 2011.
La nouvelle intercommunalité, la communauté d'agglomération de la Région de Compiègne et de la Basse Automne, dont la commune est désormais membre, est ainsi créée le 1er janvier 2017.

### Élection de 2020
La campagne municipale de 2020 est touchée par l'épidémie de maladie à coronavirus car les deux candidats et leurs listes sont contraints d'annuler leurs réunions publiques à la suite d'un arrêté préfectoral.
Les deux candidats sont SE (sans étiquettes). L'un (Romuald Seels) est le 1er adjoint du maire sortant et l'autre (Stéphane Coville) qui a déjà fait campagne durant l'élection de 2014 où il avait obtenu un score de 36,90% des votes

### Liste des maires
| Période                                  | Période                   | Identité                                 | Étiquette | Qualité                                                                                                  |
| ---------------------------------------- | ------------------------- | ---------------------------------------- | --------- | --- |
| Les données manquantes sont à compléter. |                           |                                          |           | |
| 1870                                     | novembre 1899             | Louis Charles-Melchior Nolet             |           | |
| novembre 1899                            | mai 1900                  | Désiré Alphonse Derville                 |           | |
| mai 1900                                 | mai 1904                  | Louis Mellenne                           |           | |
| mai 1904                                 | décembre 1919             | Auguste Hennet de Bernoville (1851-1940) |           | Juge au tribunal civil                                                                                   |
| décembre 1919                            | décembre 1924             | Aristide Albert Hanssement               |           | |
| décembre 1924                            | mai 1945                  | André Mellenne                           | Rad.soc.  | Clerc de notaire Député de l'Oise (1935 → 1940)                                                          |
| mai 1945                                 | mars 1971                 | Auguste Dubois                           |           | |
| mars 1971                                | janvier 1984 (décès)      | André Ledoux (1905-1984)                 |           | |
| février 1984                             | mars 1989                 | Pierre Cadot                             |           | |
| mars 1989                                | mars 2001                 | André Guinet                             |           | Retraité                                                                                                 |
| mars 2001                                | avril 2014                | Renza Fresch (1952-2017)                 | PS        | Attachée parlementaire Conseillère régionale (2004 → 2010) Ancienne vice-présidente de l'ARC ( ? → 2014) |
| avril 2014                               | mai 2020                  | Bernard Delannoy                         | SE        | Chef comptable                                                                                           |
| mai 2020                                 | En cours (au 24 mai 2020) | Romuald Seels                            | SE        | Artisan, ancien premier adjoint 11e vice-président de l'ARCBA (2020 → )                                  |

## Population et société

### Démographie

#### Évolution démographique
L'évolution du nombre d'habitants est connue à travers les recensements de la population effectués dans la commune depuis 1793. Pour les communes de moins de 10 000 habitants, une enquête de recensement portant sur toute la population est réalisée tous les cinq ans, les populations de référence des années intermédiaires étant quant à elles estimées par interpolation ou extrapolation. Pour la commune, le premier recensement exhaustif entrant dans le cadre du nouveau dispositif a été réalisé en 2006.

En 2022, la commune comptait 2 776 habitants, en évolution de −1,91 % par rapport à 2016 (Oise : +0,87 %, France hors Mayotte : +2,11 %).
| 1793 | 1800 | 1806 | 1821 | 1831 | 1836 | 1841 | 1846 | 1851 |
| ---- | ---- | ---- | ---- | ---- | ---- | ---- | ---- | ---- |
| 740  | 752  | 863  | 799  | 829  | 860  | 911  | 888  | 890  |

| 1856 | 1861 | 1866 | 1872 | 1876 | 1881 | 1886 | 1891  | 1896  |
| ---- | ---- | ---- | ---- | ---- | ---- | ---- | ----- | ----- |
| 882  | 888  | 925  | 925  | 938  | 964  | 974  | 1 061 | 1 100 |

| 1901  | 1906  | 1911  | 1921  | 1926  | 1931  | 1936  | 1946  | 1954  |
| ----- | ----- | ----- | ----- | ----- | ----- | ----- | ----- | ----- |
| 1 195 | 1 321 | 1 382 | 1 546 | 1 911 | 1 857 | 1 885 | 1 917 | 2 009 |

| 1962  | 1968  | 1975  | 1982  | 1990  | 1999  | 2006  | 2011  | 2016  |
| ----- | ----- | ----- | ----- | ----- | ----- | ----- | ----- | ----- |
| 2 165 | 2 173 | 2 022 | 2 002 | 2 400 | 2 674 | 2 707 | 2 792 | 2 830 |

| 2021  | 2022  | - | - | - | - | - | - | - |
| ----- | ----- | - | - | - | - | - | - | - |
| 2 808 | 2 776 | - | - | - | - | - | - | - |

#### Pyramide des âges
La population de la commune est relativement jeune.
En 2018, le taux de personnes d'un âge inférieur à 30 ans s'élève à 36,7 %, soit en dessous de la moyenne départementale (37,3 %). À l'inverse, le taux de personnes d'âge supérieur à 60 ans est de 22,6 % la même année, alors qu'il est de 22,8 % au niveau départemental.
En 2018, la commune comptait 1 415 hommes pour 1 461 femmes, soit un taux de 50,8 % de femmes, légèrement inférieur au taux départemental (51,11 %).
Les pyramides des âges de la commune et du département s'établissent comme suit.
| Hommes | Classe d’âge | Femmes |
| ------ | ------------ | ------ |
| 0,4    | 90 ou +      | 0,8    |
| 5,2    | 75-89 ans    | 7,8    |
| 15,1   | 60-74 ans    | 15,8   |
| 19,5   | 45-59 ans    | 18,8   |
| 21,1   | 30-44 ans    | 22,0   |
| 17,8   | 15-29 ans    | 15,8   |
| 20,8   | 0-14 ans     | 19,0   |

| Hommes | Classe d’âge | Femmes |
| ------ | ------------ | ------ |
| 0,5    | 90 ou +      | 1,4    |
| 5,5    | 75-89 ans    | 7,6    |
| 15,6   | 60-74 ans    | 16,3   |
| 20,8   | 45-59 ans    | 20     |
| 19,4   | 30-44 ans    | 19,4   |
| 17,6   | 15-29 ans    | 16,2   |
| 20,6   | 0-14 ans     | 19,1   |

## Culture locale et patrimoine

### Lieux et monuments
Venette compte quatre monuments historiques sur son territoire ;
- Église Saint-Martin, rue de Corbeaulieu (classée monument historique par arrêté du 30 juin 1920[42]) : Elle semble remonter à la première moitié du XIIe siècle, mais très peu d'éléments tangibles subsistent de cette époque, dont l'ancien antéfixe en haut du pignon de la façade occidentale, et les deux contreforts plats du chevet. Plus évocateurs sont les deux voûtes d'ogives du chœur, dont l'on suppose qu'elles datent du début du XIIIe siècle. Malgré son plan d'une apparente simplicité, qui s'inscrit dans un rectangle, l'édifice s'avère assez hétéroclite. Sans doute après avoir été endommagé sous la guerre de Cent Ans, il est en grande partie reconstruit à partir du début du XVIe siècle, mais ce chantier se fait par étapes successives, et en conservant une partie des anciennes structures. Ainsi, hormis les deux premières travées de la nef et des bas-côtés, pas deux travées ne se ressemblent, et il n'y a pas de symétrie entre les élévations nord et sud du vaisseau central. Cette complexité des formes confère un certain intérêt à l'édifice, mais les qualités architecturales de son espace intérieur se limitent à la mouluration de certaines arcades et piliers, au profil des ogives des parties orientales, et à quelques clés de voûte. La plupart des fenêtres ne possèdent pas de remplage, et les finitions ne sont pas soignées à de nombreux endroits. La nef et les bas-côtés présentent une ambiance néo-gothique du fait de leurs fausses voûtes d'ogives de 1881. Le seul élément remarquable de l'église Saint-Martin est son clocher du milieu du XVIe siècle, dont le style hésite entre le gothique flamboyant et la Renaissance. C'est l'un des rares clochers flamboyants à trois baies par face sur l'étage de beffroi, et sa flèche de pierre cumulant à 40 m de hauteur est d'une élégance indéniable, et s'inscrit encore pleinement dans la tradition gothique, contrairement aux étages de la tour[43].
- Bâtiment conventuel du XIIIe siècle dans la cour de l'ancienne ferme seigneuriale, rue de Corbeaulieu (inscrit monument historique par arrêté du 9 septembre 1946[44]).
- Colombier à colombages du XVIIe siècle de l'ancienne ferme seigneuriale, dans la cour de l'école maternelle, rue du Cul-de-Sac (inscrit monument historique par arrêté du 26 juin 1946[45]).
- Colombier octogonal du XVIIIe siècle, rue du Général-Koenig (inscrit monument historique par arrêté du 5 septembre 1946[46]).

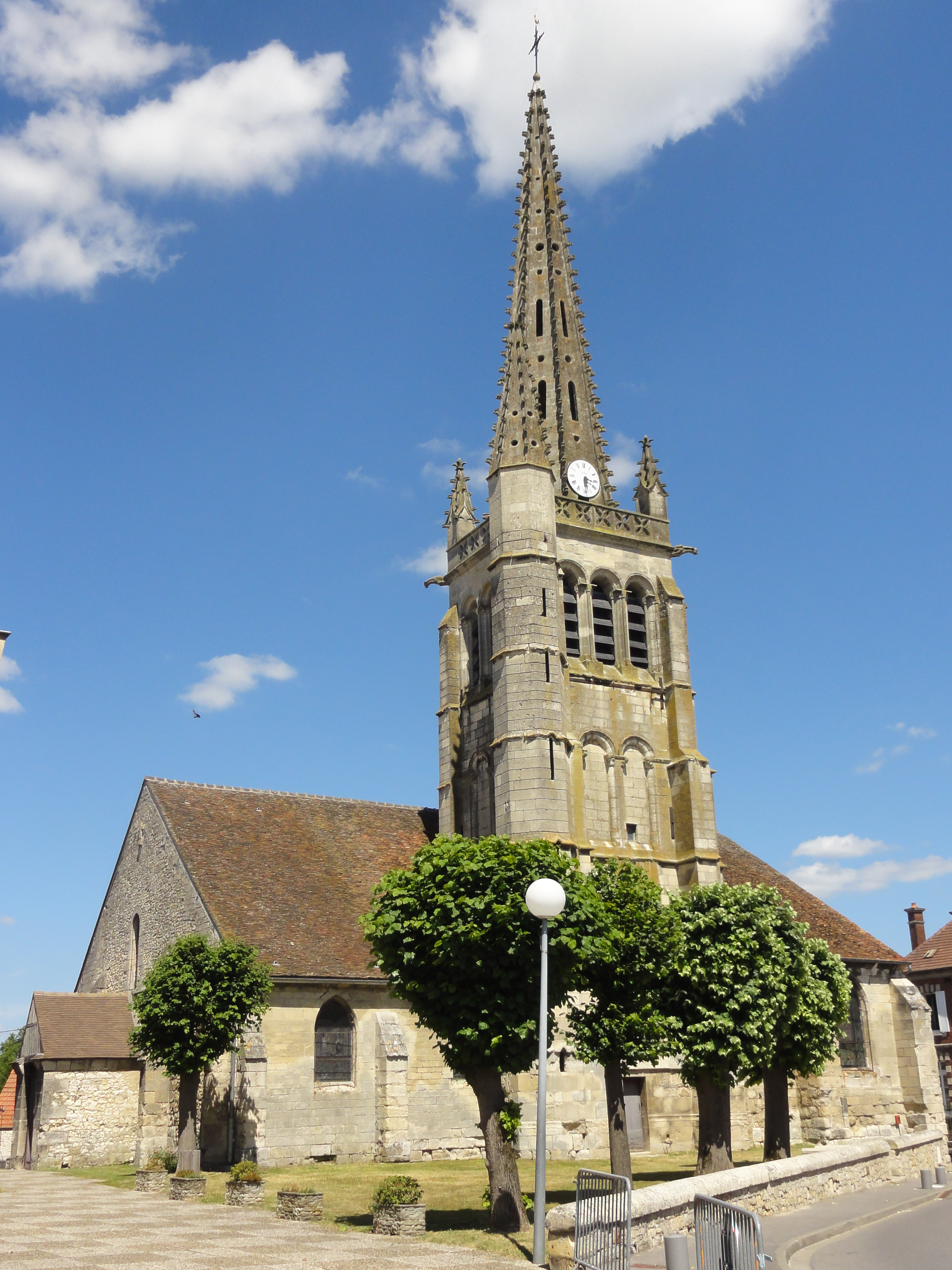
Église Saint-Martin.
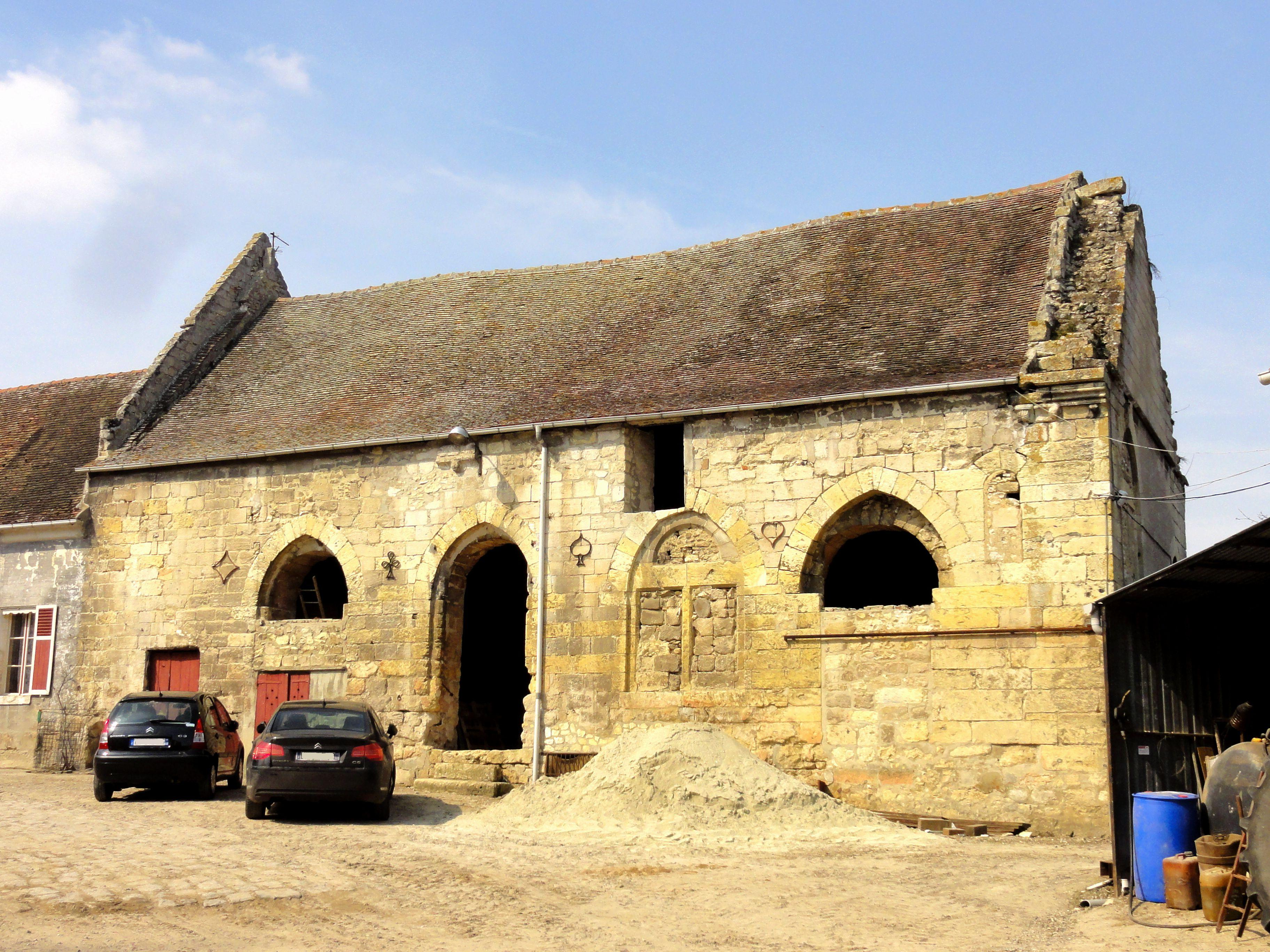
Bâtiment conventuel.
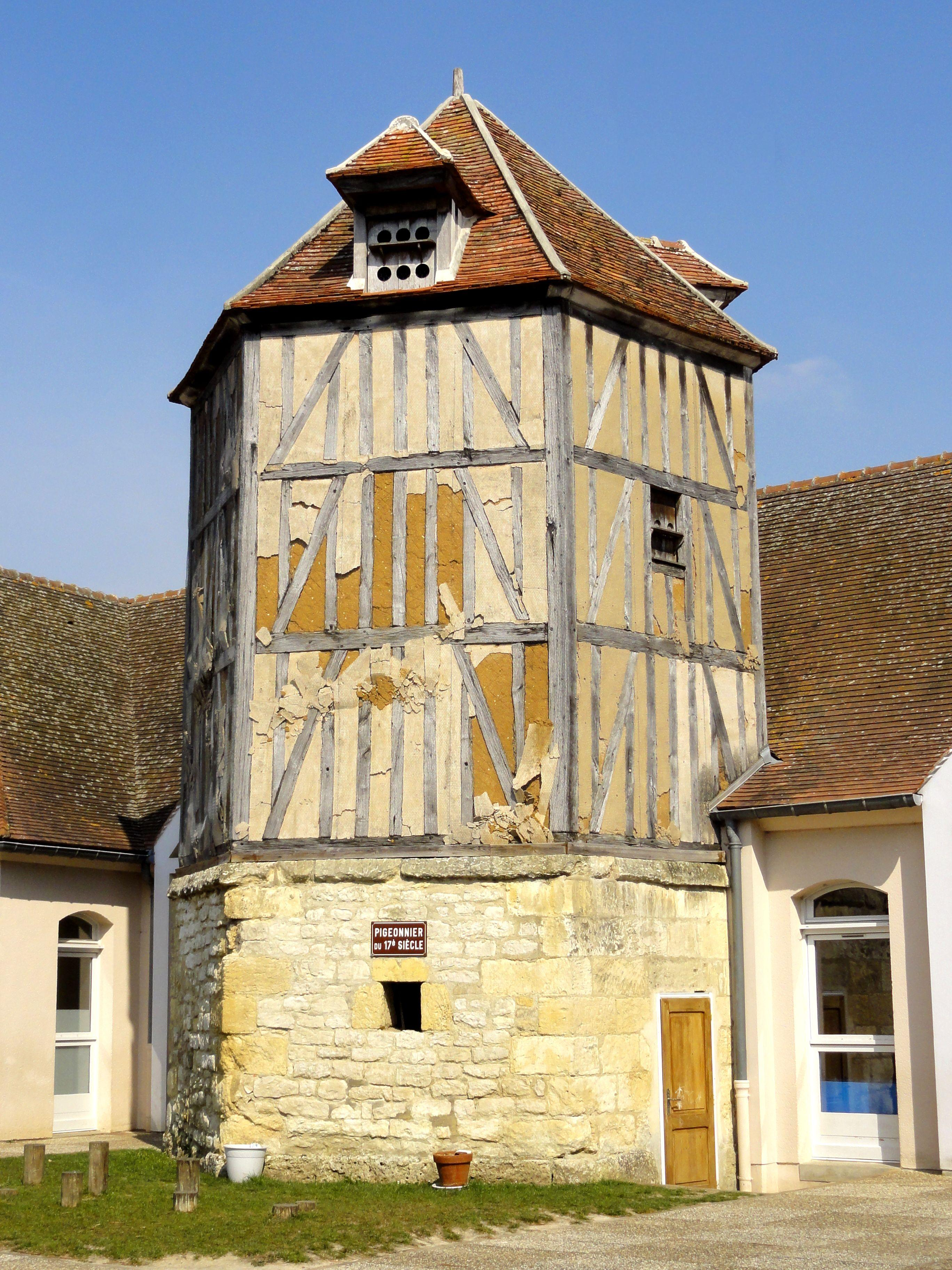
Colombier à colombages.
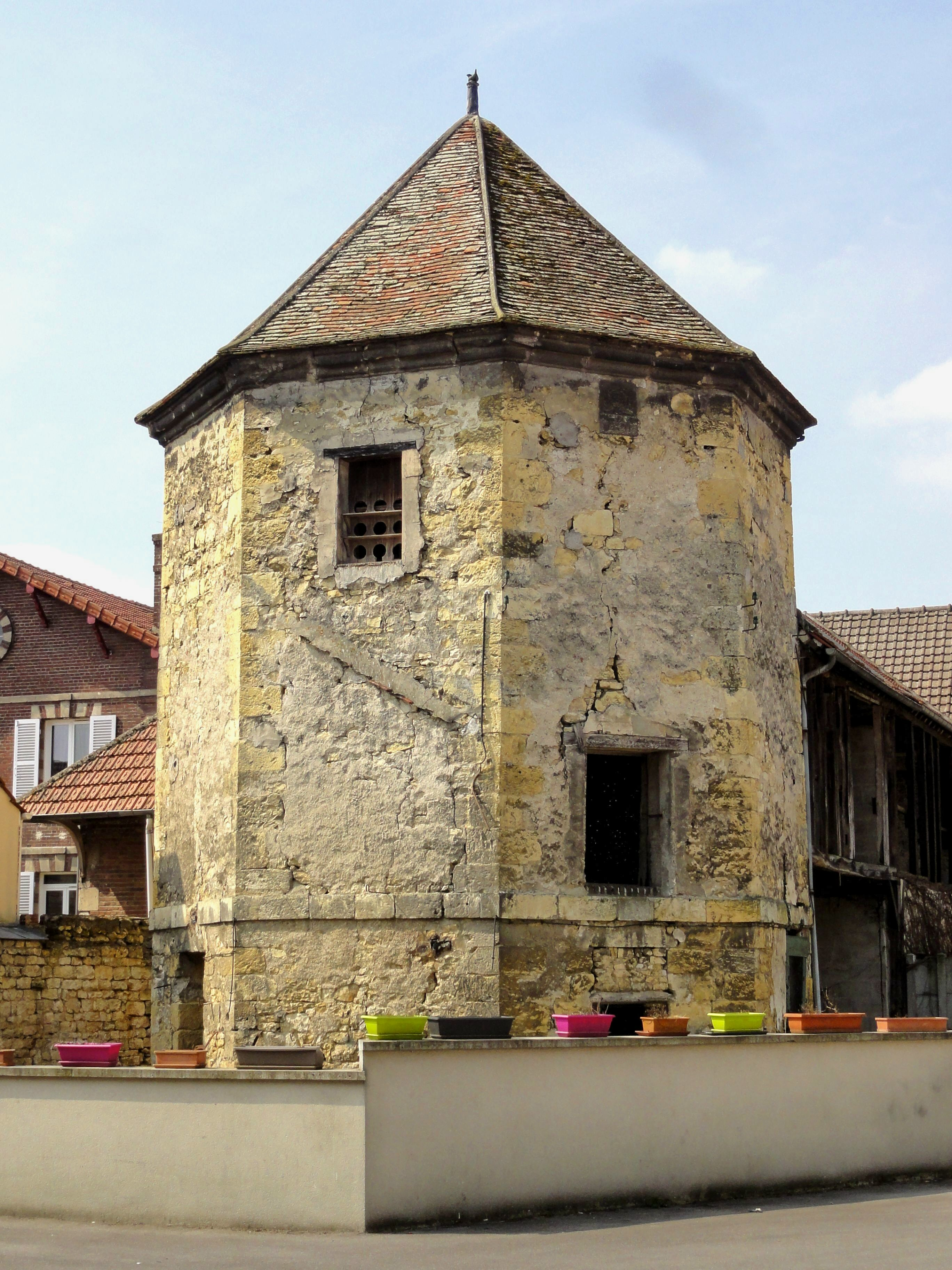
Colombier du XVIIIe siècle.
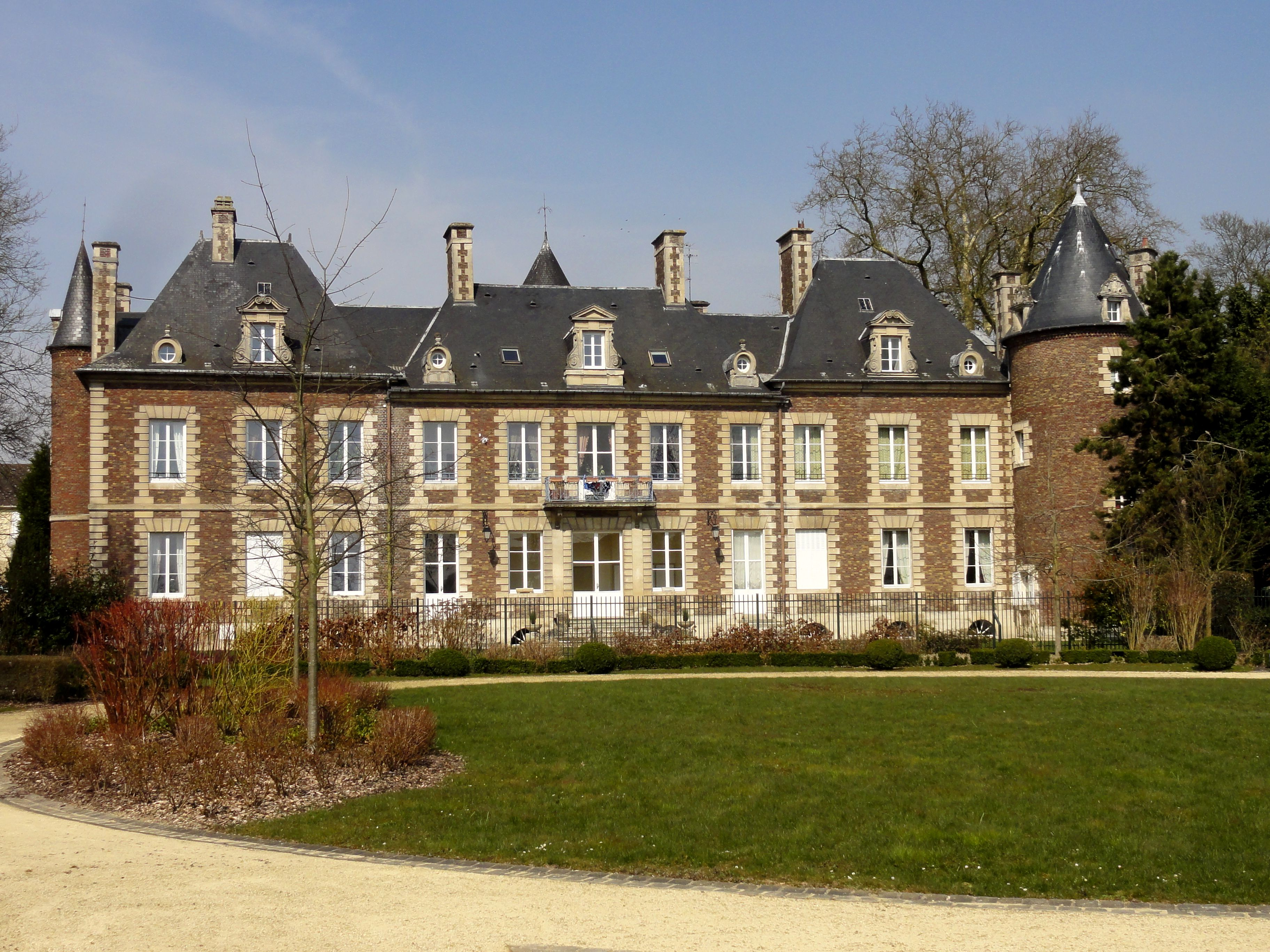
Château de Venette.

On peut également noter :
- Château de Venette, rue des Martyrs.
- Écluse de l'Oise de l'île des Rats.
- Mairie de Venette (ancienne école des garçons)
- École de Venette (ancienne école des filles)

### Personnalités liées à la commune
Jean de Venette (1307 à 1369), chroniqueur français, il écrit "chronique dite de Jean de Venette"
Jacques Déprez (1938-  ), athlète natif de Venette, champion de France du 110 mètres haies en 1960, ayant participé en outre aux Jeux olympiques de Rome.

### Héraldique
| Armes de Venette | Les armes de Venette se blasonnent ainsi : Parti : au premier coupé au 1 d'azur au livre au naturel surmonté de deux étoiles de sable et au 2 d'argent au moulin à vent d'azur, au second de gueules à la fasce ondée d'argent, en chef une ancre d'or et en pointe un palme du même posée en barre. |